# Vincenzio da Parmataro
Vincenzio da Parmataro (Vinzenzio da Parmataro, Vysenz, Vincentius, Parmaturo, Parmentana, Parmentaria, Parmantsh, Parmaturo, Pormetoria) – architekt włoskiego pochodzenia działający na początku XVI w. we Wrocławiu.
Vincenzio da Parmataro pochodził prawdopodobnie z północnego Piemontu lub z okolic Parmy. Jest pierwszym znanym z imienia i nazwiska włoskim budowniczym działającym we Wrocławiu, którzy zaczęli przybywać do Wrocławia w pierwszej połowie XVI w. Pierwsza wzmianka o nim pochodzi z dnia 13 sierpnia 1518, kiedy to został przyjęty do wrocławskiego cechu murarzy. Przypisuje mu się autorstwo prac modernizacyjnych w kamienicy Pod Złotą Koroną we wschodniej pierzei wrocławskiego Rynku oraz kamienicy przy ul. Wita Stwosza 15 z roku 1525. Zmarł przed rokiem 1533.

## Literatura
- Rafał Eysymontt, Jerzy Ilkosz, Agnieszka Tomaszewicz, Jadwiga Urbanik (red.): Leksykon architektury Wrocławia. Wrocław: Via Nova, 2011. Brak numerów stron w książce